# بحر الخبب

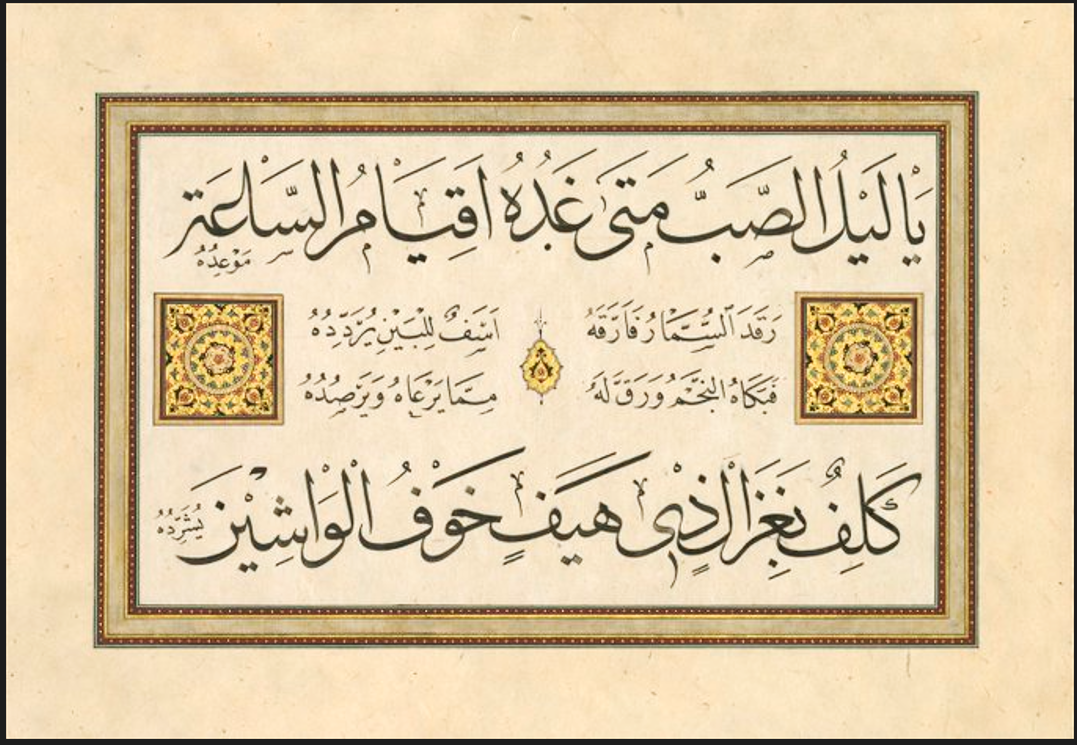
أبيات من قصيدة يا ليل الصب متى غده لعلي الحصري القيرواني على بحر الخبب بخط عبيدة البنكي

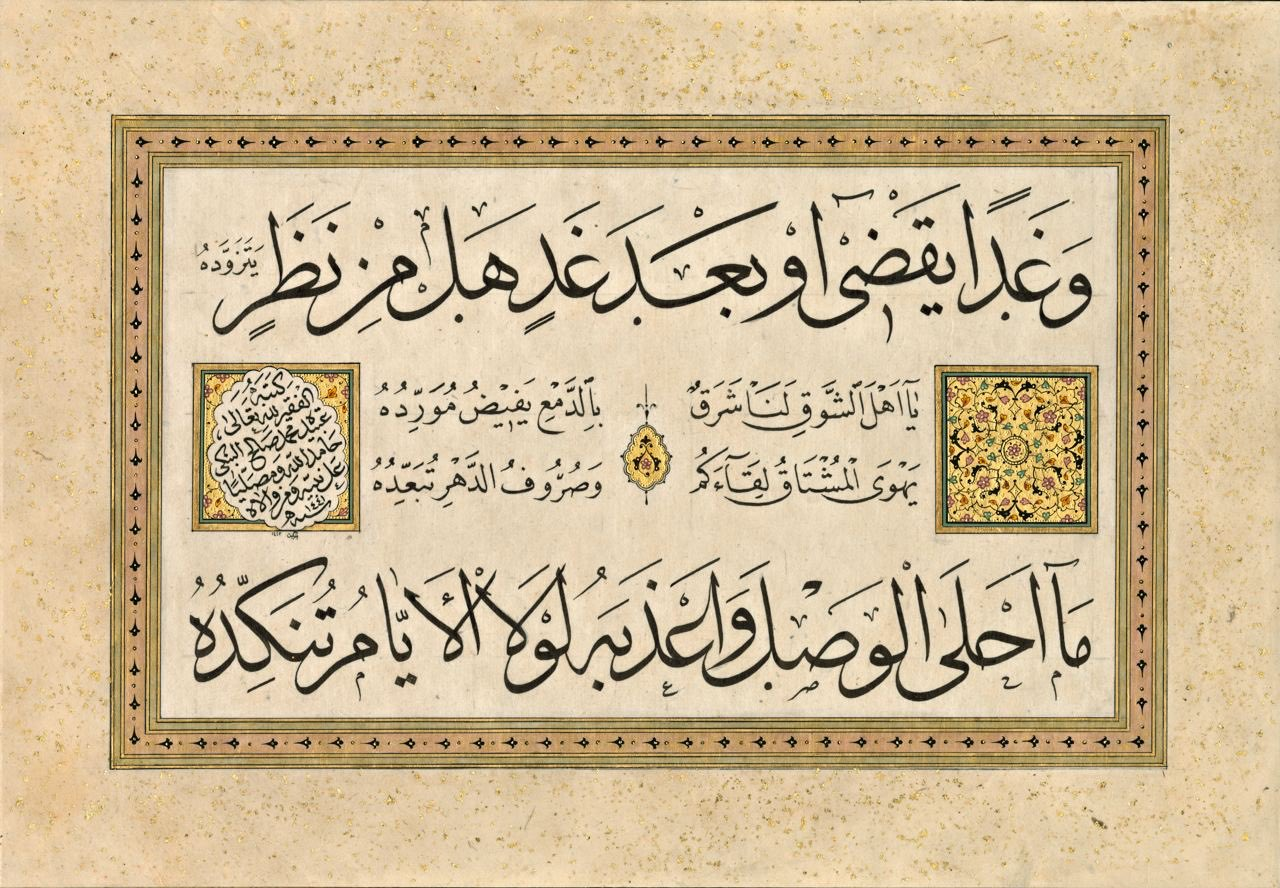
أبيات أخرى من قصيدة يا ليل الصب متى غده لعلي الحصري القيرواني على بحر الخبب بخط عبيدة البنكي

بَحْرُ الخَبَبِ أو البَحْرُ المُتَدَارَكُ أو البَحْرُ المُحْدَثُ أو البَحْرُ المُخْتَرَعُ أو البَحْرُ المُتَّسَقُ (لأن كل أجزائه على خمسة أحرف) أو البَحْرُ المُنْتَسَقُ أو البَحْرُ الشَّقِيقُ (لأنه مثيل البحر المتقارب، فكلاهما مكوّن من سبب خفيف ووتد مجموع) أو بَحْرُ الرَّكْضِ أو بَحْرُ رَكْضِ الخَيْلِ أو بَحْرُ قَطْرِ المِيزَابِ أو بَحْرُ ضَرْبِ النَّاقُوسِ هو أحد بحور الشعر العربي.

## صورته التفعيلية
وتفعيلة بحر الخبب تأتي على النحو التالي:
مثال قول الشاعر:
أو الصورة الأحدث له وهي:
مثال:
```
#استماع 
```

مثل هذا الموشح للحصري:
ولبحر الخبب تفعيلة فرعية وحيدة هي فَعْلُن بسكون العين.
مثل قول الشاعر الشيخ أمين الجندي:

## مفتاح البحر
وله مفتاح آخر (المحدث):
مفتاح (الخبب):

## لمحة
يُعتبر بحر الخببُ أشهرَ الأوزان العربية المستدركة على إيقاعات الشعر العربي وأعذبها، وذلك على الرغم من خروجِه عليها، وشذوذِه عن جميع قوانينها. حيث استقبله الكثير من الشعراء -قدماءَ ومحدثين- بالرضى والقبول، وجذبهم إيقاعُه الجميل، فكتبوا عليه أرقَّ القصائد وأجملها.
فلبحر الخبب إيقاع راقص، في حركته خفة وسرعة يدل عليها اسمه، الذي أطلق عليه تشبيها له بجري الخيل. وقد أشار أبو الحسن العروضي (-342هـ) إلى عذوبته في السمع، وصحّته في الذوق، وأنَّ «الشعراء [في عصره] قد أكثرت من ركوبِ هذا الوزن».
كما ازداد اهتمامُ المحْدَثين بهذا البحر حتى أصبح «من أكثر الأوزان انتشاراً في الشعر الجديد».

## التسمية
يقول المعري: «وقد تأمّلت عدو الخيل، فوجدت هذا الوزن يشابه التقْريب الأعلى والتقريب الأدنى، على حسب عجلة المنشد وتراسله، وهما تقريبان: أحدهما الثعلبيّة، والآخر هو الذي يسمى الإرْخاء، وكلاهما إذا سمعْتَهُ أدّى إلى سمعِكَ هذا الوزنَ بعيْنِه، وذلك أنّ الفَرَسَ يضربُ بحوافرِه الأرضَ ثلاثَ ضرباتٍ متوالياتٍ ثمّ يَثِب، فيكون ضرب الأرضِ موازياً لثلاثة أحرف متحركات، ويكونُ وثبه موازيا للسكون».
ولا يُعْلم بالضبط أوّلُ مَنْ أطلقَ على هذا الوزن اسمَ (الخبب)، ولكن ربما كان ابن رشيق (-456هـ) أوّلَ عَروضيٍّ معروفٍ سجّل هذا الاسم، بقوله عن المتدارك: «وهو الذي يُسمّيه الناس اليوم الخبب».
وقد ورد هذا الاسم أيضًاً لدى معاصره؛ علي الحصري القيرواني (-488هـ)، أشهر شعراء الخبب، بقوله في القصيدة المشهورة يا ليل الصب متى غده:

## وصلات خارجية
- بحر الخَبَب أو المتدارك أو الحدث